# Instituto Moreira Salles
O Instituto Moreira Salles é uma organização sem fins lucrativos fundada pelo diplomata e banqueiro Walther Moreira Salles em 1992, com a criação de seu primeiro centro cultural na cidade de Poços de Caldas (MG). Posteriormente, o instituto passou a funcionar também em São Paulo (1996), num casarão localizado no bairro Higienópolis, e no Rio de Janeiro (1999), numa antiga residência da família Moreira Salles, construída em 1951 com projeto arquitetônico de Olavo Redig de Campos e projeto paisagístico de Burle Marx. 
É administrado pela família Moreira Salles e tem por finalidade exclusiva a promoção, a formação de acervos e o desenvolvimento de programas culturais nas áreas de fotografia, literatura, iconografia, artes plásticas, música e cinema.
Parte dos acervos destas linguagens está disponível para consulta no site da instituição, assim como em seus centros culturais. Sua atuação se expande também para a manutenção de canais de rádio na internet e para a edição de publicações diversas, como catálogos de exposições; de livros de literatura, fotografia e música; e das revistas Zum (projeto de periodicidade semestral sobre fotografia contemporânea do Brasil e do mundo) e Serrote (publicação quadrimestral sobre ensaios e ideias).
Algumas características diferenciam o IMS de outras instituições culturais privadas do Brasil e do exterior. Uma delas diz respeito à sua forma direta de intervenção: contrapondo-se à prática do mecenato tradicional, a instituição prefere atuar fundamentalmente em iniciativas que ela própria concebe e executa. Outro fator que singulariza a atuação do Instituto Moreira Salles é a prioridade que ele confere a projetos de médio e longo prazos, o que significa escapar da fugacidade dos eventos, desenvolvendo programas regulares voltados para a formação e o aprimoramento do público.

## Unidades
Poços de Caldas
A cidade mineira de Poços de Caldas recebeu no ano de 1992 o primeiro Centro Cultural do Instituto Moreira Salles graças à escolha do próprio embaixador Walther Moreira Salles, como forma de homenagear a região onde sua família se estabeleceu em 1918.
Rio de Janeiro
Inaugurado em outubro de 1999, no bairro da Gávea, o IMS Rio está sediada na casa onde viveram, desde o final da década de 40, Walther Moreira Salles e sua família. Apresenta exposições, filmes e shows, além de abrigar ricos acervos de Fotografia, Música, Literatura e Iconografia. A própria casa, projeto de Olavo Redig de Campos, é um marco da arquitetura moderna dos anos 50, com jardins de Burle Marx.
Definida por Guilherme Wisnik como "uma casa de chácara", a antiga residência de Walther Moreira Salles é, segundo o arquiteto, "uma construção monumental, elegante e austera, projetada para abrigar tanto uma família numerosa quanto uma intensa vida social, marcada por frequentes recepções para convidados ilustres".
São Paulo

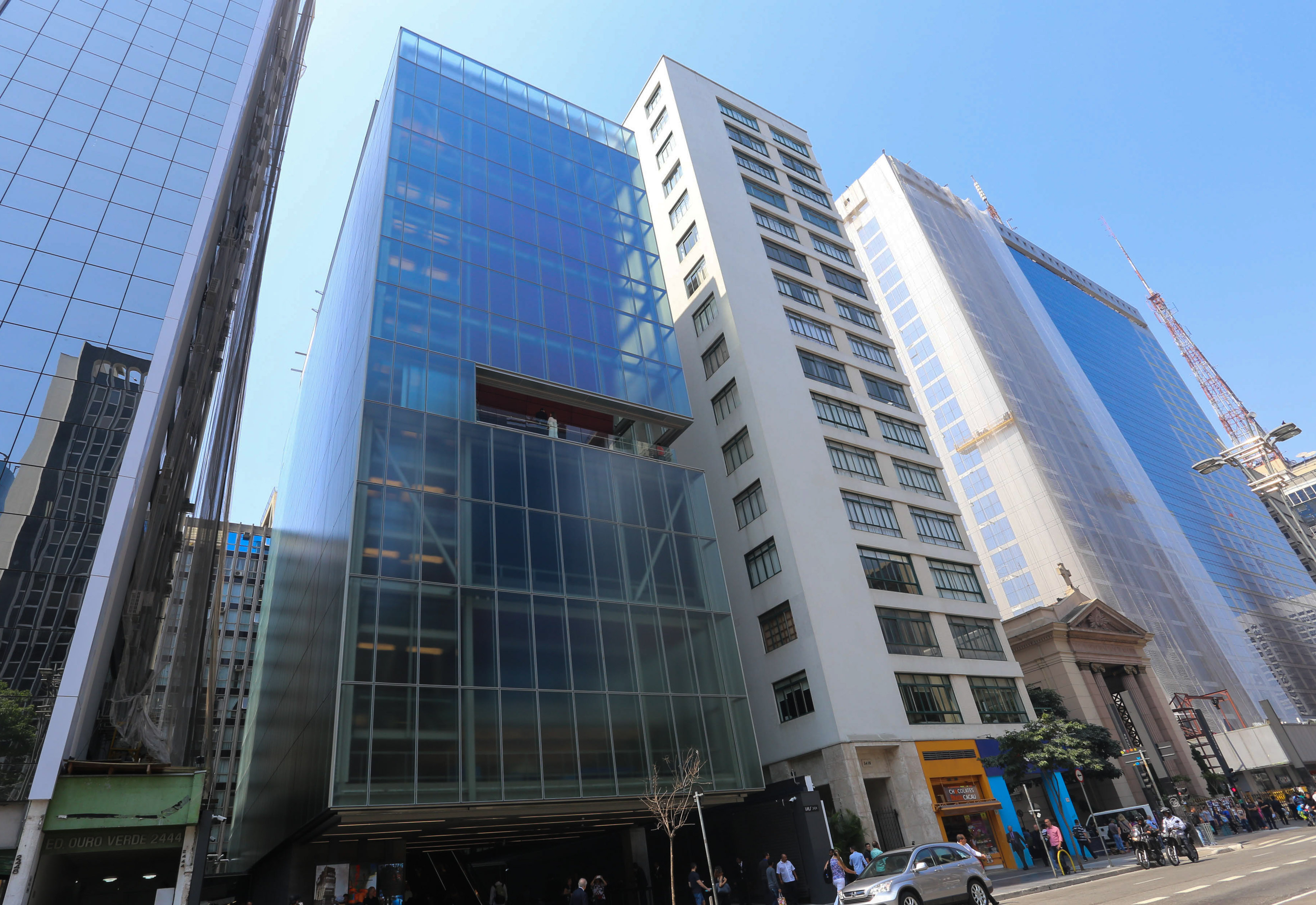
Centro Cultural IMS Paulista

Desde 2017, a mais recente sede do IMS está localizada em São Paulo e abrange 6.000 metros quadrados na Avenida Paulista, 2424. Projetado pelo escritório de arquitetura Andrade Morettin, o edifício foi inaugurado no dia 20 de setembro de 2017, após 6 anos de obras, com custo aproximado de R$150 milhões de reais. Distribuídos em nove andares, o prédio possui três salas de exposição, um cineteatro para 150 pessoas, um espaço de estudos, três salas de aula para palestras e cursos, um café e um restaurante comandado por Rodrigo Oliveira. Digno de nota é a obra monumental ECHO de Richard Serra instalada em janeiro de 2019, única escultura do artista na América do Sul.

## Acervo fotográfico
O Instituto Moreira Salles possui atuação destacada na área da fotografia, com ênfase na formação de acervos e preservação de conjuntos raros que abordam questões referentes à memória e à história do país, às comunicações e às artes visuais.
Seu acervo fotográfico começou a ser constituído em 1995, por meio de coleções de imagens do século XIX. Na sequência, o instituto adquiriu a coleção do antropólogo Claude Lévi-Strauss, da década de 1930. 
Atualmente, o acervo é formado por cerca de 2 milhões de imagens, de autoria dos seguintes fotógrafos: Augusto Malta, Alberto Henschel, Albert Frisch, Alécio de Andrade, Alice Brill, Augusto Stahl, Carlos Moskovics, Chico Albuquerque, Claude Lévi-Strauss, David Drew Zingg, Domingos de Miranda Ribeiro, Dulce Soares, Francisco du Bocage, Georg Leuzinger, Guilherme Gaensly, Guilherme Santos, Hans Gunter Flieg, Haruo Ohara, Henri Ballot, Hércules Florence, Hildegard Rosenthal, Horacio Coppola, José Medeiros, Juca Martins, Lily Sverner, Luciano Carneiro, Madalena Schwartz, Marc Ferrez, Marcel Gautherot, Martín Chambi, Maureen Bisilliat, Militão Augusto de Azevedo, Otto Stupakoff, Peter Scheier, Revert Henrique Klumb, Rossini Perez, Stefania Bril, Thomaz Farkas e Vincenzo Pastore. 
Em 2016, o IMS adquiriu também o arquivo fotográfico do grupo Diários Associados, que, no decorrer do século XX, sob o comando de Assis Chateaubriand, foi um dos maiores conglomerados de mídia do país. Com a aquisição, o IMS incorporou ao seu acervo a coleção fotográfica dos periódicos cariocas O Jornal, criado em 1919; Diário da Noite (Rio de Janeiro), fundado em 1929; e Jornal do Commercio, criado em 1827, incorporado aos Diários Associados em 1957 e publicado até abril de 2016. 
No novo IMS da Avenida Paulista, a instituição manterá ainda uma biblioteca inteiramente dedicada à fotografia, com capacidade para até 30.000 itens.